# Máriahalom
Máriahalom là một thị trấn thuộc hạt Komárom-Esztergom, Hungary. Thị trấn này có diện tích 10,85 km², dân số năm 2010 là 672 người, mật độ 62 người/km².